# Санкт-Петербургский кадетский ракетно-артиллерийский корпус

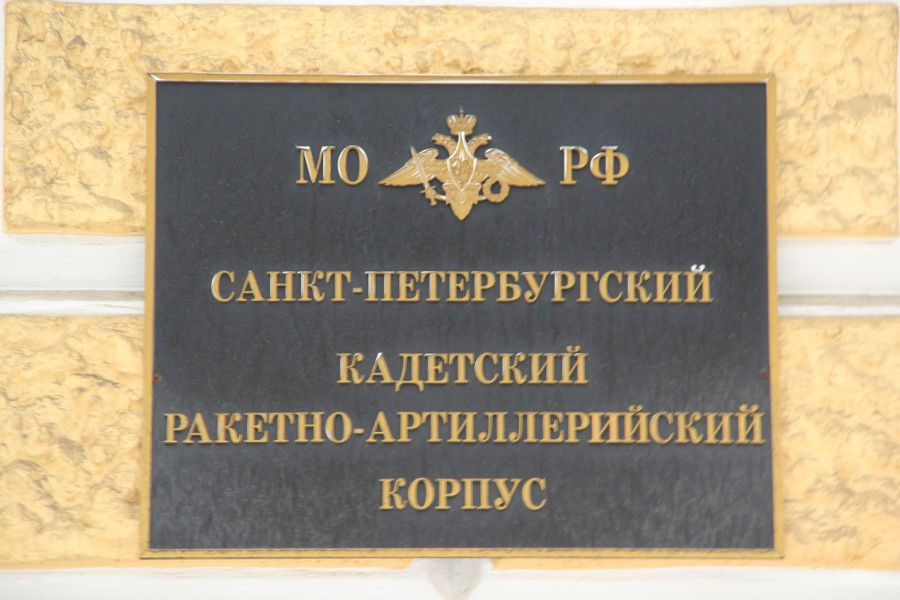
Доска № 1 на здании корпуса.

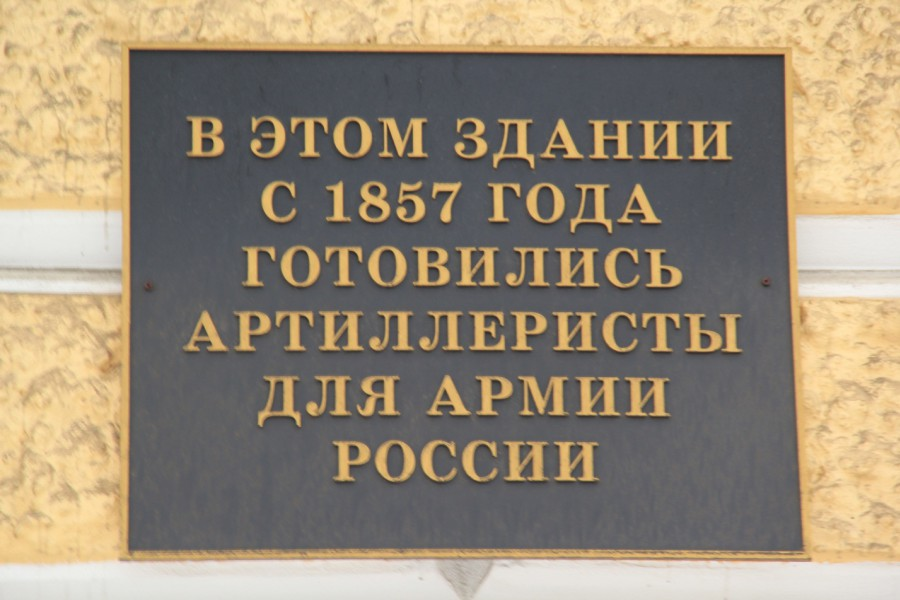
Доска № 2 на здании корпуса

Кадетский ракетно-артиллерийский корпус (КРАК) — государственное образовательное учреждение среднего (полного) общего образования с дополнительными программами, направленными на раннюю профессиональную ориентацию кадет по профилю военных образовательных учреждений ракетных войск и артиллерии. Был создан в 1993 году в соответствии с распоряжением Правительства РФ № 695-р от 23 апреля 1993 года и приказом Министра обороны РФ № 260 от 17 мая 1993 года на базе Ленинградского высшего ордена Ленина Краснознамённого артиллерийского командного училища имени Красного Октября.

## История
В 1993 году на базе Санкт-Петербургского высшего артиллерийского командного училища создан кадетский ракетно-артиллерийский корпус.
В кадетском корпусе одновременно обучались около 600 воспитанников (первый, второй, третий курс соответствовали девятому, десятому, одиннадцатому классам обучения), большая часть из которых были дети военнослужащих, представителей силовых ведомств, а также дети из малообеспеченных семей, сироты. 
В дополнении к школьной программе преподавался цикл военных дисциплин: тактикa, стрельбa артиллерии.

### Реформирование кадетских корпусов

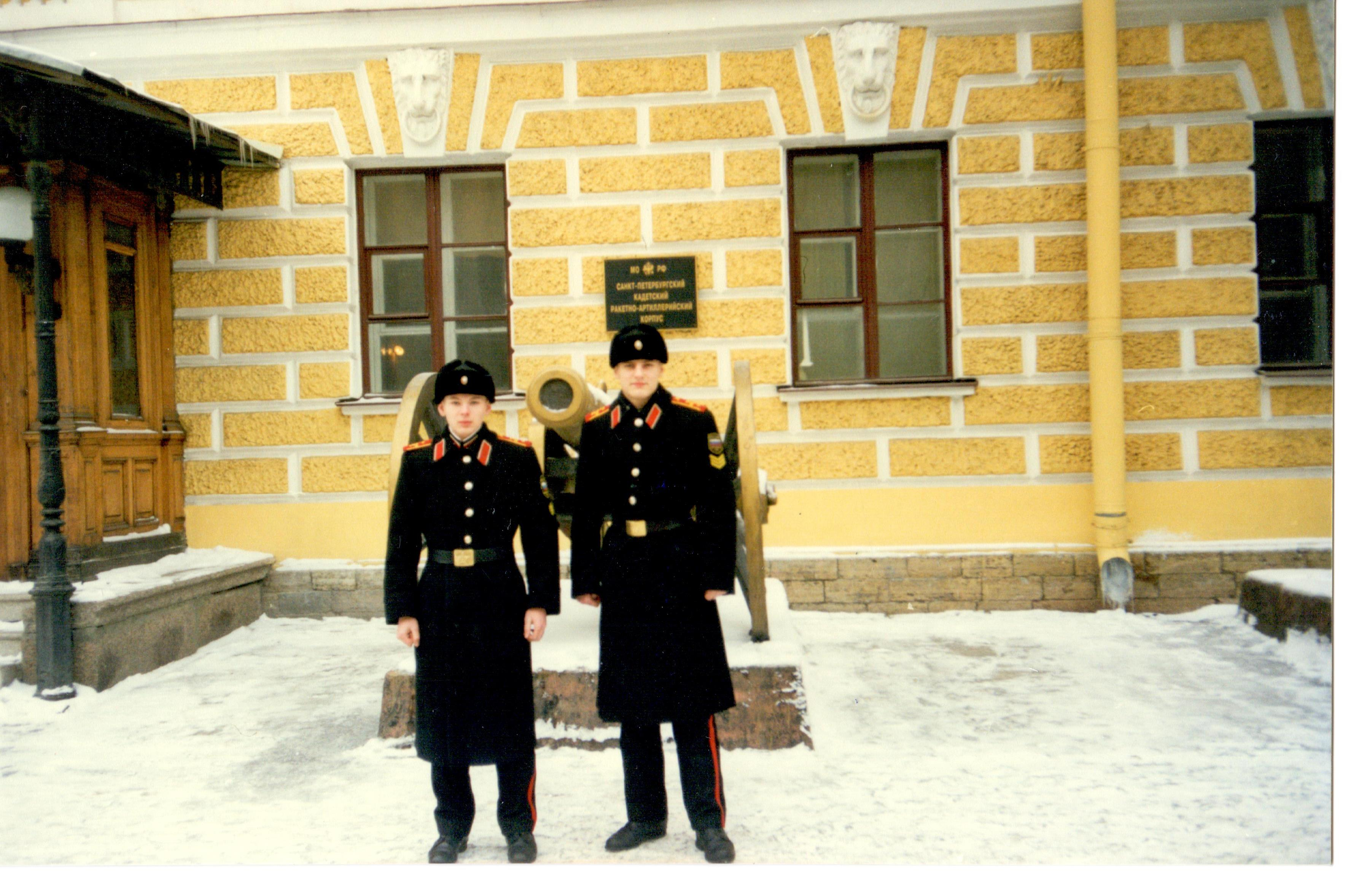
Кадеты перед парадным входом корпуса. Зима 1998 года.

Согласно Распоряжению Правительства РФ от 19 августа 2011 г. № 1466-р, федеральные государственные общеобразовательные учреждения «Санкт-Петербургский кадетский ракетно-артиллерийский корпус», «Кадетский корпус Железнодорожных войск» и «Военно-космический кадетский корпус» были реорганизованы в форме слияния, с образованием на их основе федерального государственного казенного образовательного учреждения «Санкт-Петербургский кадетский военный корпус». Таким образом, 19 августа 2011 г. Санкт-Петербургский кадетский ракетно-артиллерийский корпус как самостоятельное образовательное учреждение прекратил существование.
Согласно Приказу Министра обороны Российской Федерации № 1350 от 19 августа 2011 г., ФГКОУ «Санкт-Петербургский кадетский военный корпус» был размещен «на фондах Военной академии тыла и транспорта имени генерала армии А. В. Хрулева — филиала (Военно-транспортный институт Железнодорожных войск и военных сообщений, г. Санкт-Петербург, г. Петродворец)». Учащиеся и преподаватели бывшего ракетно-артиллерийского корпуса покинули здание на Московском проспекте, 17.
С 1 сентября 2011 года кадеты трех реорганизованных кадетских корпусов начали учебный год с новым единым наименованием и на новом месте: город Санкт-Петербург, Петергоф, ул. Суворовская, 1.

### Выпускники корпуса
Первый выпуск кадет, прошедших двухгодичный срок обучения, был произведён в 1995 году. Последующие выпуски кадеты заканчивали 3-годичный срок обучения. За годы существования с 1993 года по 2011 год кадетский корпус произвёл 17 «официальных» выпусков и 3 «неофициальных» выпуска уже в составе Санкт-Петербургского кадетского военного корпуса Министерства обороны Российской Федерации.

## Начальники корпуса
- 1993—2001 — генерал-майор Корякин, Анатолий Иванович
- 2001—август 2011 — полковник Ермолов, Евгений Михайлович

## Символика корпуса

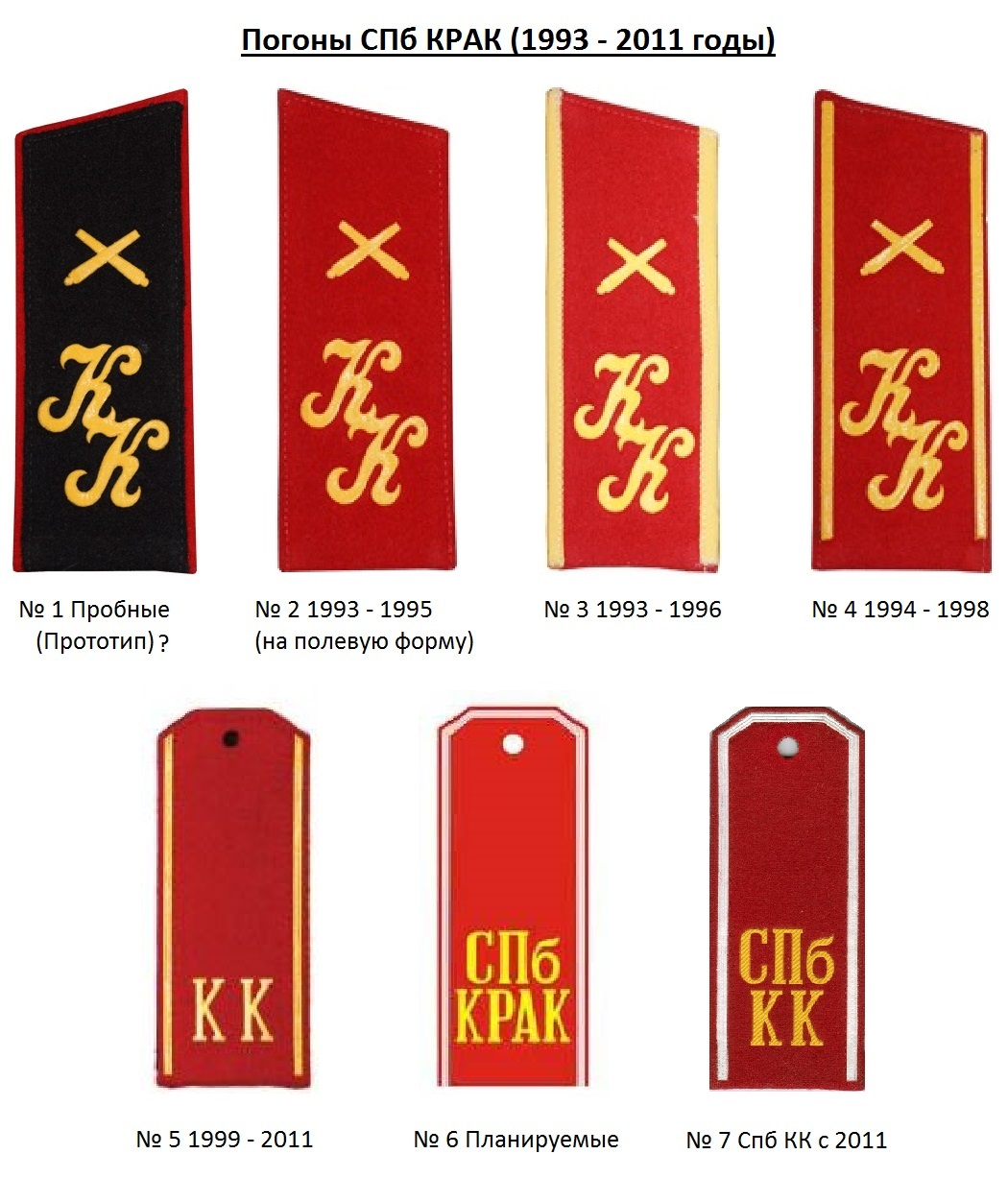
Погоны корпуса.
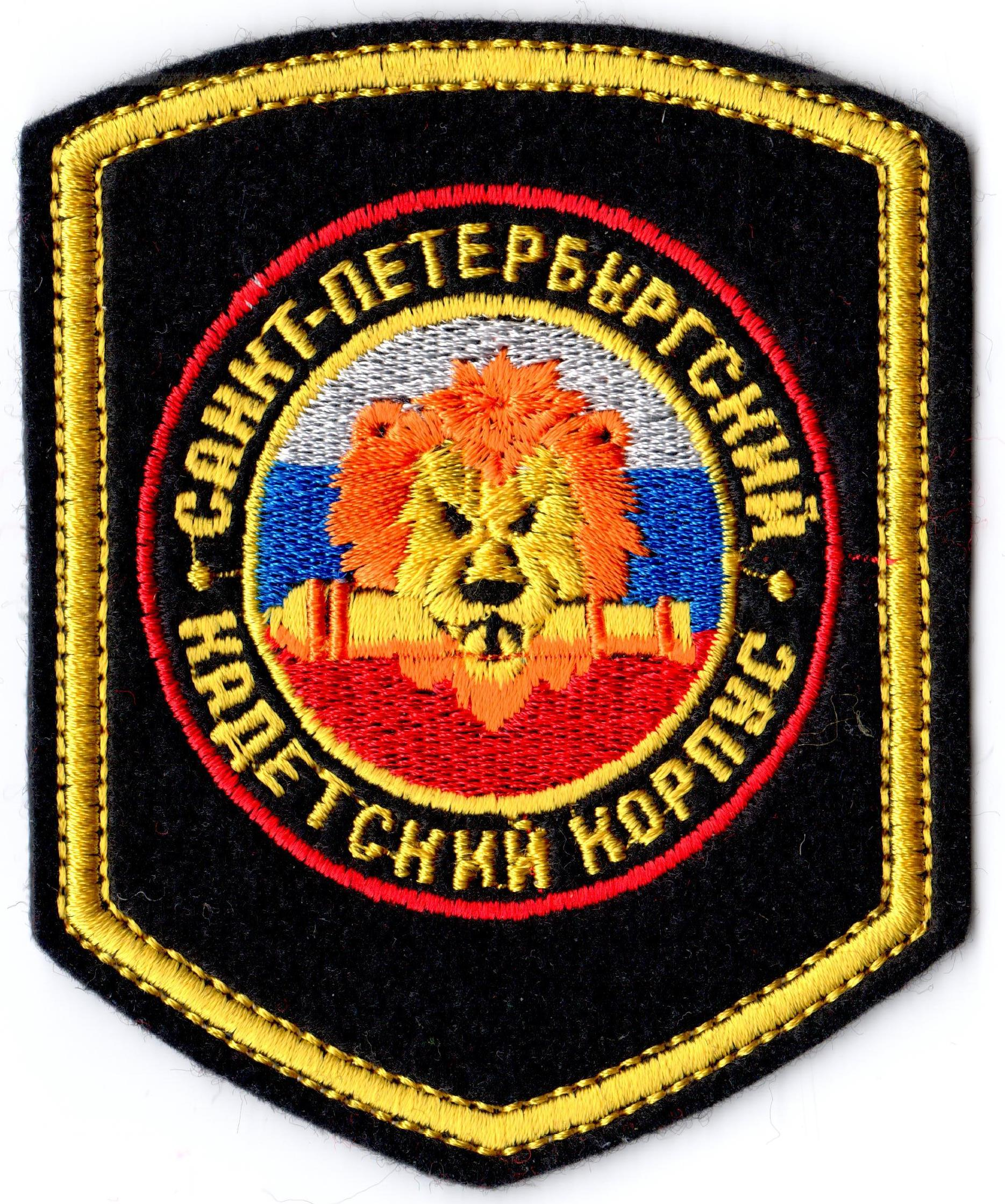
Нарукавный знак корпуса. Введён в 1996 году.
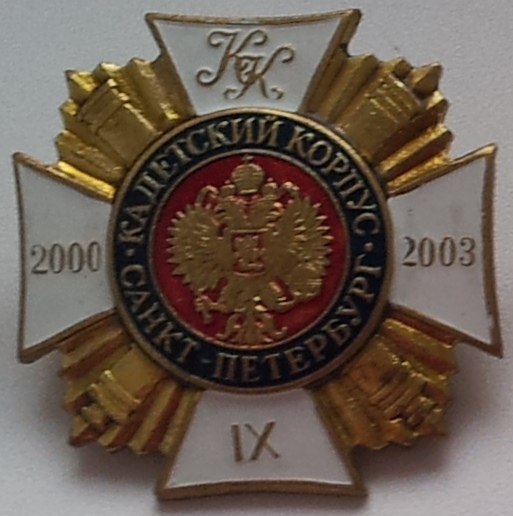
Знак для окончивших кадетский корпус в 2003 году (9 выпуск).
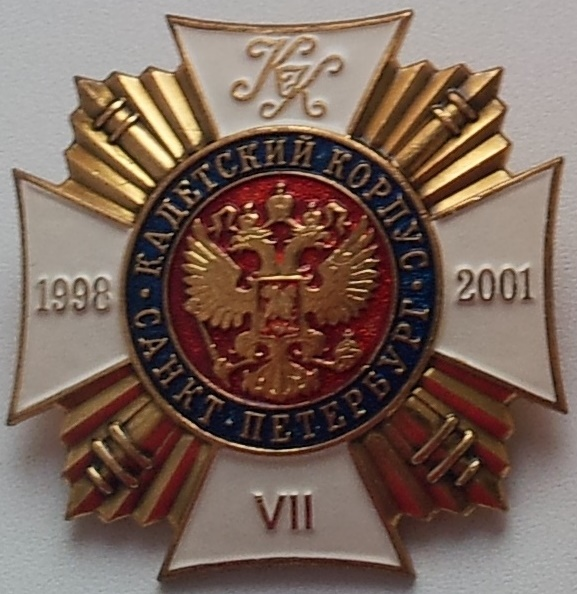
Знак для окончивших кадетский корпус в 2001 году (7 выпуск).